# توبياس هانس
توبياس هانس (بالألمانية: Tobias Hans)‏ هو سياسي ألماني، ولد في 1 فبراير 1978 في نوينكيرشن في ألمانيا. حزبياً، نشط في الاتحاد الديمقراطي المسيحي. وقد انتخب رئيساً لوزراء ولاية سارلاند في 1 مارس 2018، وانتخب عضو مجلس الشورى الموحد سارلاند خلال فترته النيابية ‏.